# Polígrafo (autor)

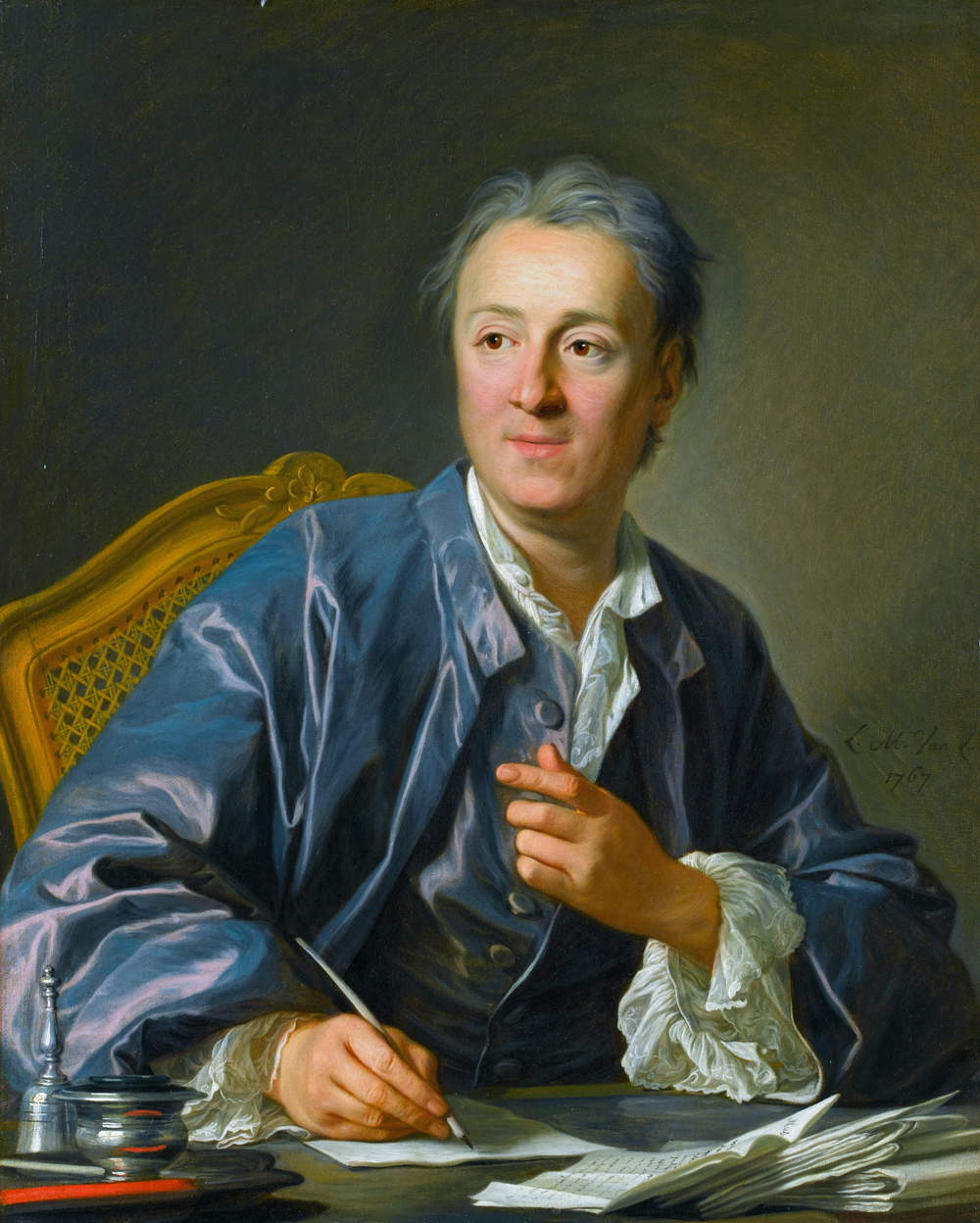
Denis Diderot por Louis-Michel van Loo, 1767.

Un polígrafo (del griego antiguo (πολυγράφος) polugraphos, poly: 'muchas/os'; graphos: 'escritura') es un autor que ha escrito sobre materias diferentes.

## En literatura
En la literatura el término de polígrafo se aplica a ciertos escritores de la antigüedad clásica, como Aristóteles, y Plutarco entre los griegos y  Cicerón y Plinio el viejo entre los romanos. Voltaire y el enciclopedista Diderot son dos ejemplos de polígrafos modernos.

## Autores polígrafos
Antigüedad
- Filóstrato de Lemnos
- Duris de Samos
- Marco Terencio Varrón
- Suetonio
- Hipatia

Edad Media
- Abu Nuwas
- Isidoro de Sevilla
- Al-Jahiz
- Miguel Psellos

Época moderna
- Voltaire
- Denis Diderot
- Benito Jerónimo Feijoo
- Athanasius Kircher
- Saint-Réal

Época contemporánea
- Arthur Conan Doyle
- Marco Aurelio Denegri
- Maurice Garçon
- Zofia Nałkowska[5]
- Sophie Elkan[6]
- Alma Maximiliana Karlin[7]
- Gustave Le Rouge
- Simin Palay
- Ludwig Tieck
- Jean-Paul Sartre
- Jacques Attali
- Ernesto de la Peña
- Marcelino Menéndez Pelayo[8]
- Alfonso Reyes Ochoa
- Txomin Peillen Karrikaburu
- Marco Aurelio Denegri
- Isaac Asimov
- José Luis Villacañas
- José Luis Abellán
- Hans Magnus Enzensberger

### Uso despectivo
El término puede ser usado en forma despectiva para referirse a alguien que escribe sobre distintos asuntos sin tener los conocimientos suficientes.